# Pseudochazara clarissima
Pseudochazara clarissima är en fjärilsart som beskrevs av Adalbert Seitz 1908. Pseudochazara clarissima ingår i släktet Pseudochazara och familjen praktfjärilar. Inga underarter finns listade i Catalogue of Life.